# Эйнсуорт, Лекси
Лекси Эйнсуорт (англ. Lexi Ainsworth, род. 28 октября 1992) — американская актриса. Она наиболее известна благодаря роли Кристины Дэвис, безумной дочери героини Нэнси Ли Гран в дневной мыльной опере канала ABC «Главный госпиталь», где она снималась с 4 июня 2009 по 4 ноября 2011 года. В 2011 году она выиграла премию «Молодой актёр», а также номинировалась на Дневную премии «Эмми» за своё участие в мыльной опере.
Эйнсуорт родилась в Оклахома-Сити и начала выступать в местной балетной студии в шестилетнем возрасте. После переезда в Лос-Анджелес она начала появляться на телевидении, а также сыграла роли второго плана в фильмах «Человек в сером» (2007) и «Оторва» (2008), прежде чем получила роль в мыльной опере «Главный госпиталь». В начале 2013 года она получила первую в карьере регулярную роль в прайм-тайм, в неудачном пилоте канала ABC «Западная сторона».

## Избранная фильмография
| Год       | Название на русском       | Название на английском | Роль           | Примечания |
| --------- | ------------------------- | ---------------------- | -------------- | --- |
| 2005      | Медицинское расследование | Medical Investigation  | Кейтлин Ронсон | 1 эпизод |
| 2005-2006 | Девочки Гилмор            | Gilmore Girls          | Тилли          | 2 эпизода |
| 2006      |                           | Caroline Crossing      | Кэролайн Прайс | |
| 2007      | Человек в сером           | The Gray Man           | Грейс Бадд     | |
| 2007      | АйКарли                   | iCarly                 | Лекси          | 1 эпизод |
| 2008      | Оторва                    | Wild Child             | Молли          | |
| 2011      |                           | Nice Guys Finish Last  | Кори           | |
| 2009-2011 | Главный госпиталь         | General Hospital       | Кристина Дэвис | 300 эпизодов Премия Молодой актёр за лучшую женскую роль в дневной мыльной опере (2011) Номинация — Дневная премия «Эмми» лучшей молодой актрисе (2011) Номинация — Премия Молодой актёр за лучшую женскую роль в дневной мыльной опере (2012) |
| 2012      | Город хищниц              | Cougar Town            | Девушка        | 1 эпизод |
| 2012      | Мыслить как преступник    | Criminal Minds         | Эбби Миллер    | 1 эпизод |
| 2012      | Вот и Рождество           | So This Is Christmas   | Эшли           | |
| 2013      | Западная сторона          | Westside               | Нико Карвер    | Пилот |
| 2014      | Смертельный клик          | Death Clique           | Сара Коуэн     | |
| 2014      | Избранный                 | Chosen                 | Кэссиди        | 4 эпизода |
| 2015      | Я — зомби                 | iZombie                | Тейт           | 1 эпизод |
| 2015      | Такая же, как она         | A Girl Like Her        | Джессика Бернс | |
| 2015      | Волчонок                  | Teen Wolf              | Бет            | Эпизод: «Lies of Omission» |
| 2020      | Бесстыжие                 | Shameless              | Эмбер          | Эпизод: «Go Home, Gentrifier!» |